# Sa m'aim
 (juin 2016).
Sa m'aim est un festival de théâtre amateur de la Réunion organisé par l'Union régionale océan Indien de la FNCTA (Fédération nationale des compagnies de théâtre et d'animation) à l'initiative de sa présidente, Sabbatta. Une première tentative de festival, très modeste, a bien lieu en 2010, à Château-Morange, à Saint-Denis. Mais, n'ayant rencontré qu'un très faible écho dans le chef-lieu, c'est à Saint-Pierre, au Centre culturel Lucet-Langenier, rue de la République, que l'Union régionale (FNCTA-UROI) veut poursuivre l'expérience, succédant ainsi à Kaliko, un autre festival qui s'y déroulait auparavant. Elle le peut dans la mesure où ce festival, qui porte désormais le nom de Sa m'aim, va, dès lors, sinon prospérer, du moins survivre.

## 2011
Sa première édition, sous-titrée "Rencontres de théâtre amateur de la Réunion" et soutenue par le service culturel de la capitale du sud de la Réunion, propose neuf spectacles très divers trois soirs de suite, du jeudi 10 novembre 2011 au samedi 12, auxquels s'ajoute un concert du groupe "A mains nues". Tous les genres théâtraux sont représentés, l'essentiel étant que les compagnies amateurs de l'île puissent trouver une salle et un public pour s'exprimer. D'ailleurs, afin d'éviter des tensions et un stress inutiles, l'organisation ne prévoit pas de véritable prix. En marge des représentations, l'organisation prévoit des animations : 
- pour les enfants de 7 ans et plus, un stage de formation de clowns et de jonglerie animé par Francine Barreau se déroule le vendredi 11 et le samedi 12 de 9 heures à midi ;
- un autre stage, animé par Olivier Martin et destiné aux comédiens participants, est consacré à l'espace scénique dimanche 13 de 10 heures à 18 heures.

En outre, Hubert Mary assure un reportage-photo qui permet d'illustrer le site Internet du festival conçu par Philippe Guillot, site alors hébergé par Voila où chaque spectacle bénéficie, pour sa présentation, d'une page spéciale. Les photos sont mises par ailleurs à la disposition de chaque troupe pour ses besoins promotionnels. Enfin, Jacqueline Thouillot, alias Halima Grimal, rédige des critiques pour chaque pièce elles aussi mises en ligne.

## 2012-2015
Forte de l'intérêt suscité par cette expérience sudiste, la FNCTA-UROI récidive l'année suivante sur les mêmes bases et avec les mêmes objectifs : faire connaître le travail des compagnies amateurs de la Réunion tout en popularisant le théâtre dans une région où son audience reste réduite, un but que poursuit, sur une autre échelle, le festival Komidi. Dix pièces sont au programme sur trois jours, du jeudi 15 novembre 2012 au samedi 17, dont une réservée aux scolaires ; trois concerts assurent les transitions entre les représentations,.
En revanche, 2013 est une année difficile : la faiblesse du nombre de pièces présentées (quatre) est compensée par la présence de quatre concerts et spectacles musicaux.
2014 est un peu une année de renouveau : douze pièces sont en effet au programme sur quatre journées, du jeudi 27 novembre au dimanche 30, dont neuf créations. Cette édition fait décidément la part belle aux auteurs de la Réunion puisque trois auteurs rédigent une pièce commune sur le thème du rêve, pièce qui fait l'objet d'une lecture scénique en public. L'expérience est renouvelée en 2015 (thème : les auteurs refont la guerre) et doit l'être en 2016 avec celui de l'exil.
Le principe des stages (clowns et jonglerie, théâtre) et la rédaction de textes critiques (sauf en 2013) sont maintenus avec les mêmes personnes, celui des concerts qui assurent les transitions entre les représentations aussi. La couverture-photo est désormais assurée par Philippe Guillot (elle le sera jusqu'en mars 2019) qui continue par ailleurs d'animer le site Internet, lequel change d'hébergeur en 2015, ce qui permet de lui donner une dimension nouvelle. Bref, à partir de 2014, le festival "prend de l'ampleur" et trouve peu à peu son rythme de croisière.

## Les dernières éditions
Promis lors de sa création à un avenir très bref, le festival continue pourtant bon an, mal an, sur cinq jours de la fin novembre, du mercredi au dimanche, avec même, en 2016, un grand nombre de pièces (15) et en 2017, un nombre plus faible (12). Lors du week-end terminal, des concerts continuent de s'intercaler entre les représentations, à raison d'un groupe musical différent le samedi et le dimanche.
En revanche, les pièces ne bénéficient plus d'articles en ligne et l'écriture de textes par des auteurs sur un thème donné, lus et joués ensuite en commun sur scène par des comédiens est abandonnée. Le mercredi après-midi est réservé aux ateliers, d'adolescents notamment, le soir étant désormais dévolu à un match d'improvisation théâtrale de la Ligue d'improvisation réunionnaise. 
Pas d'édition en novembre 2018 : les barrages de routes et les manifestations des Gilets jaunes nécessitent qu'elle soit organisée en mars 2019, une autre suivant quelques mois plus tard, du 27 novembre au 1er décembre de la même année. Ces huitième et neuvième éditions ne proposent que huit pièces, mais toujours un concert gratuit.  
Après une année 2020 blanche en raison de la pandémie de Covid-19, une nouvelle édition, la dixième, a lieu du 10 au 14 novembre 2021 avec seulement sept pièces au programme. Innovation : les trois dernières éditions ont lieu au Théâtre d'Azur, au Tampon, propriété de François Folio.  
Pour l'heure, ces Rencontres animées par une poignée de bénévoles ont été organisées dix fois sous le nom de Sa m'aim. Elles auront permis aux auteurs locaux de s'exprimer et aux compagnies amateurs de faire de la résistance, comme l'écrit Le Quotidien de la Réunion  même si on peut déplorer que le public n'ait pas vraiment été au rendez-vous. 